# Баварин, Владимир Николаевич
Владимир Николаевич Баварин (9 марта 1939, Куклино, Калининская область — 22 февраля 2003, Манжерок, Республика Алтай) — российский государственный деятель, глава администрации Барнаула в 1991—2003 годах.

## Биография
В годы Великой Отечественной войны вместе с семьей родителей эвакуировался в Барнаул.
В 1956 году окончил школу № 1 г. Барнаула. В 1956—1957 годах работал на барнаульском заводе «Трансмаш».
С 1957 года по 1962 год — студент Алтайского политехнического института, получил специальность инженера-механика.
В 1962—1983 годах работал на Алтайском моторном заводе, где прошёл путь от инженера до помощника директора по сбыту.
С 1983 года избирался на руководящие должности в Барнаульский горком КПСС.
В 1986 году стал первым президентом Ассоциации сибирских и дальневосточных городов.
В 1986—1991 годах — первый секретарь Барнаульского горкома КПСС. В дни путча 1991 года Баварин публично поддержал Ельцина, после чего указом президента 11 декабря был назначен главой администрации Барнаула.
В 1990-х годах при участии Владимира Баварина в городе были открыты новый мост через Обь и диагностический центр.
Погиб 22 февраля 2003 года в автомобильной катастрофе близ села Манжерок, Республика Алтай. Похоронен в Барнауле на Черницком кладбище.
В память о Баварине в Барнауле его именем названа площадь у речного вокзала, сооружена Часовня князя Владимира.

## Награды
- Орден Почёта (18 июня 1999) — за заслуги перед государством, высокие достижения в производственной деятельности и большой вклад в укрепление дружбы и сотрудничества между народами[1]
- Орден Дружбы (11 августа 1995) — за заслуги перед государством и успехи, достигнутые в труде, большой вклад в укрепление дружбы и сотрудничества между народами[2]
- Орден «Знак Почёта»
- Медаль «Защитнику свободной России» (6 мая 1993) — за исполнение гражданского долга при защите демократии и конституционного строя 19-21 августа 1991 года, большой вклад в проведение в жизнь демократических преобразований, укрепление дружбы и сотрудничества между народами[3]
- Благодарность Президента Российской Федерации (15 марта 1996) — за большой вклад в проведение экономических реформ[4]